# Peter Curtis
Peter William Curtis, né le 29 août 1945 à Woking et mort le 7 avril 2019, est un joueur de tennis britannique.
Il remporte, avec son ex-épouse Mary-Ann Eisel, le double mixte à l'US Open en 1968 face à des équipes de second rang. Il est aussi quart de finaliste en double à Wimbledon en 1973 avec Roger Taylor pour l'un des derniers tournois de sa carrière.
Membre de l'équipe de Grande-Bretagne de Coupe Davis en 1969, il dispute les matchs de double aux côtés de Mark Cox et en remporte notamment un en finale européenne contre les Sud-africains Bob Hewitt et Frew McMillan. Il perd en revanche son affrontement en demi-finale interzone face aux Brésiliens. Malgré ces bons résultats, il ne joue qu'un autre match dans la compétition lors du premier tour perdu contre l'Autriche l'année suivante.

## Palmarès (partiel)

### Finale en double messieurs
| No | Date       | Nom et lieu du tournoi               | Catégorie | Surface  | Vainqueurs   | Partenaire                        | Score           |                         |  |
| -- | ---------- | ------------------------------------ | --------- | -------- | ------------ | --------------------------------- | --------------- | ----------------------- |  |
| 1  | 22-03-1971 | Tournoi de tennis de Caracas Caracas |           | 15 000 $ | Terre (ext.) | Thomaz Koch José Edison Mandarino | Gerald Battrick | 6-4, 3-6, 6-7, 6-4, 7-6 |  |

### Titre en double mixte
| No | Date       | Nom et lieu du tournoi | Catégorie | Surface      | Partenaire     | Finalistes                 | Score    |          |
| -- | ---------- | ---------------------- | --------- | ------------ | -------------- | -------------------------- | -------- | -------- |
| 1  | 29-08-1968 | US Open Forest Hills   | G. Chelem | Gazon (ext.) | Mary-Ann Eisel | Tory Ann Fretz Gerry Perry | 6-4, 7-5 | Parcours |

### Finales en double mixte
| No | Date       | Nom et lieu du tournoi                       | Catégorie | Surface      | Vainqueurs                           | Partenaire     | Score         |          |
| -- | ---------- | -------------------------------------------- | --------- | ------------ | ------------------------------------ | -------------- | ------------- | -------- |
| 1  | 08-01-1968 | Tasmanian Championships Hobart               |           | Gazon (ext.) | Margaret Smith Court Graham Stilwell | Mary-Ann Eisel | 6-2, 6-2      | Parcours |
| 2  | 11-11-1968 | British Covered Courts Championships Londres |           | Dur (int.)   | Margaret Smith Court Stan Smith      | Mary-Ann Eisel | 5-7, 7-5, 8-6 | Parcours |

## Parcours dans les tournois duGrand Chelem

### En simple
| Année | Open d'Australie | Open d'Australie | Internationaux de France | Internationaux de France | Wimbledon       | Wimbledon      | US Open         | US Open        |
| ----- | ---------------- | ---------------- | ------------------------ | ------------------------ | --------------- | -------------- | --------------- | -------------- |
| 1966  | —                | —                | —                        | —                        | 3e tour (1/16)  | Tony Roche     | —               | —              |
| 1967  | —                | —                | 1er tour (1/64)          | Patricio Cornejo         | 2e tour (1/32)  | Roy Emerson    | 1er tour (1/64) | Tom Gorman     |
| 1968  | 1er tour (1/64)  | Toshiro Sakai    | —                        | —                        | 1er tour (1/64) | Tom Okker      | 1/8 de finale   | Tom Okker      |
| 1969  | —                | —                | —                        | —                        | 1er tour (1/64) | H-J. Plötz     | 2e tour (1/32)  | Mark Cox       |
| 1970  | —                | —                | —                        | —                        | 2e tour (1/32)  | Tom Gorman     | 3e tour (1/16)  | Tony Roche     |
| 1971  | —                | —                | —                        | —                        | 1er tour (1/64) | Ezio Di Matteo | 2e tour (1/32)  | Clark Graebner |
| 1972  | —                | —                | —                        | —                        | —               | —              | 1er tour (1/64) | Ken Rosewall   |
| 1973  | —                | —                | —                        | —                        | 2e tour (1/32)  | John Yuill     | —               | —              |

N.B. : à droite du résultat se trouve le nom de l'ultime adversaire.

### En double
| Année | Open d'Australie          | Open d'Australie      | Internationaux de France | Internationaux de France | Wimbledon                   | Wimbledon                   | US Open                     | US Open                 |
| ----- | ------------------------- | --------------------- | ------------------------ | ------------------------ | --------------------------- | --------------------------- | --------------------------- | ----------------------- |
| 1968  | 1/4 de finale G. Stilwell | T. Addison Ray Keldie | —                        | —                        | 2e tour (1/16) G. Stilwell  | Thomaz Koch J. E. Mandarino | 2e tour (1/16) P. Hutchins  | R. Taylor C. Drysdale   |
| 1969  | —                         | —                     | —                        | —                        | 1er tour (1/32) Mark Cox    | J. Newcombe Tony Roche      | 1/8 de finale Mark Cox      | Dick Crealy Allan Stone |
| 1970  | —                         | —                     | —                        | —                        | 1er tour (1/32) G. Battrick | J. Newcombe Tony Roche      | 1er tour (1/32) G. Battrick | C. Graebner Ray Moore   |
| 1971  | —                         | —                     | —                        | —                        | 1er tour (1/32) G. Battrick | A. Gimeno R. Taylor         | 1er tour (1/32) G. Battrick | J. Alexander Phil Dent  |
| 1972  | —                         | —                     | —                        | —                        | 1er tour (1/32) Vic Seixas  | J. Gisbert M. Orantes       | —                           | —                       |
| 1973  | —                         | —                     | —                        | —                        | 1/4 de finale R. Taylor     | D. Lloyd John Paish         | —                           | —                       |

N.B. : à droite du résultat se trouve le nom de l'ultime adversaire.